# Евангелички гласник
Евангелички гласник (свк. Evanjelický hlásnik) је верски часопис Словачке евангеличке цркве аугсбуршке вероисповести у Србији.

## Историјат
У јуну 1926. у Ердевику покренут је верски часопис Evanjelický hlásnik, mesačný časopis na venovaný záujmom evanjelickej augšpurského vyznania slovenskej cirkvi v Král’. Srbov, Horvátov a Slovincov (Евангелички гласник, посвећен интересима Словачке евангеличке цркве аугсбуршке вероисповести у Краљевини Срба, Хрвата и Словенаца). Часопис је издавао Словачки евангелички дистрикт у Краљевини СХС, а уређивао га је Ладислав Згут, евангелички пастор у Ердевику, уз сарадњу пастора Јана Дединског и Јана Чапловича, као и учитеља Карола Лилгеа и Штефана Виерга.
Годишња претплата износила је 24 динара за Краљевину СХС и 30 динара за иностранство. Убрзо је претплата снижена на 21, односно 25 динара. Странице часописа биле су нумерисане према годиштима, а не према бројевима. Часопис није финансиран само од претплате већ је добијао и помоћ дистрикта, сениората, цркви и донације верника.
Циљ часописа био је допрети до што већег броја верника, поготово тамо где није било цркве или школе. Осим чланака посвећених словачкој евангеличкој цркви у Краљевини СХС, као и осталим верским заједницама, часопис је имао редовне рубрике Zahraničné zprávy (Вести из иностранства) и Domacé zprávy (Домаће вести), које су доносиле актуелности из црквеног живота, као и рубрику Dopisy (Писма). Повремене рубрике биле су Nedel’né školy (Недељна школа) и Nedel’ná besiedka (Недељна проповед).
Часопис је такође посвећивао пажњу просветним и друштвеним аспектима словачког мањинског живота, попут потребе изградње Народног дома у Старој Пазови или повећања броја словачких школа у Краљевини СХС. Такође је објављивао црквене вести из Чехословачке Републике, као и вести са заседања чехословачког парламента уколико су се тицале верских питања. У сваком броју у рубрици Dobročinnost’ (Доброчинство) објављиван је списак донатора часописа с уплаћеним износом. Чланци су већином били потписани, аутори су уједно били и сарадници редакције, а прилоге је слао и евангелички бискуп Адам Вереш. Часопис је успешно излазио до 1941. године, а 1965. године је поново покренут. Од тада редовно излази као месечник, сем летњих месеци када излази свака два месеца.
Редакција часописа тренутно се састоји од: главни и одговорни уредник Самуел Врбовски, бискуп, извршни уредници Јан Винкович, Ана Валент, Јан Цицка, Владимир Обшуст и Владимир Валент. Технички уредник је Јан Хлавач. Владимир Суђицки је задужен за дизајн, док је Ана Хорват језички редактор. Тираж износи 2.000 примерака. Часопис је финансијски подржан од стране Министарства вера Републике Србије.